# Seven Days: Monday - Thursday
Seven Days: Monday - Thursday (セブンデイズ) è un film del 2015 diretto da Kenji Yokoi.
L'opera, a tematica omosessuale, insieme con il suo seguito Seven Days: Friday - Sunday, racconta la storia d'amore tra due ragazzi sviluppatasi in una settimana.
La pellicola, distribuita in Giappone il 6 giugno 2015, è basata su l'omonimo manga di 13 capitoli pubblicato dal 2007 al 2009 sul magazine Craft e poi raccolto in due volumi dall'editore Taiyo Tosho.

## Trama
Shino è un liceale di bell'aspetto, molto popolare fra le ragazze che, però, non riesce ad avere una relazione stabile a causa della superficialità con la quale viene approcciato. Casualmente viene a sapere da una sua amica che anche un altro ragazzo molto bello e popolare di nome Touji non ha mai una relazione stabile e che segue sempre una stessa routine: all'inizio della settimana una ragazza si propone a lui, lui le risponde sempre di sì e alla domenica tronca la relazione. Incuriosito, anche lui si propone a Touji per vedere la sua reazione e, dopo un po' di perplessità, i due incominciano a uscire insieme.

## Personaggi
- Seiryo Touji, interpretato da Tomoki Hirose
È un liceale del primo anno popolarissimo fra le ragazze. Sembra abbastanza menefreghista nei confronti del club di tiro con l'arco. Sebbene dica di troncare definitivamente i rapporti con la persona coinvolta ogni volta che termina una relazione ha ancora dei contatti con la ex di suo fratello con cui aveva avuto una relazione.
- Yuzuru Shino, interpretato da Takeshi Yamada "James "
È un liceale del terzo anno molto popolare fra le ragazze. Si interroga spesso sul fatto che appaia diverso da come è davvero.
- Arisa Koike, interpretata da Hinako Tanaka
È una studentessa del terzo anno amica di Yuzuru. Si frequentò con Seryō per una settimana.
- Rin Ishikawa
- Itsuki Sagara
- Yukihiro Takiguchi
- Yûki Hiyori